# Lo Camell
|  | Per a altres significats, vegeu «El Camell (desambiguació)». |

Lo Camell: periódich satírich va ser un setmanari satíric que va sortir a Reus el novembre i el desembre de 1909. Va tenir una segona època amb el nom de El Camell: setmanari festiu del febrer al maig de 1913.

## Història

### Lo Camell
En la seva primera època van mostrar un apropament ideològic als sectors republicans i nacionalistes, amb articles i acudits anticlericals, en defensa del fet nacional, atacs als sectors més conservadors de Reus i fins i tot ironies contra els socialistes i el seu portaveu Justicia Social. Al número 1 llegim: "Ciutadans d'aquesta ciutat invicta, bressol de tants homes ilustres com Bartrina, Mata, Fortuny y més ilustres encara com Prim, lo general invencible a qui un dia vaig carregar a les espatlles: una aventura amorosa, l'infidelitat d'una fembra goluda y llaminera, m'ha fet abandonar lo meu pahís [...]. He vagat a l'aventura per tot Europa […] un viatger comprensiu m'ha recomanat la vostra terra [...]. He seguit lo consell, y aqui'm teniu". Acabava pregant als "clergues y seglars, burgesos, quefes de partit, homes de lletres ... de cambi y de cambi de política, gent de prempse y de cassino" que segueixin comportant-se de la manera "que m'ha comentat lo viatger que m'acompanya, a fi que la meva boca may se tanqui y no senti l'anyoransa del meu pahís volgut".
El seu director era Pere Borrell. Van sortir els números de l'1 (6-XI-1909) al 7 (18-XI-1909), format foli i vuit pàgines cada número. S'imprimia a la Impremta Ferrando, al raval de santa Anna, 35.

### El Camell: setmanari festiu

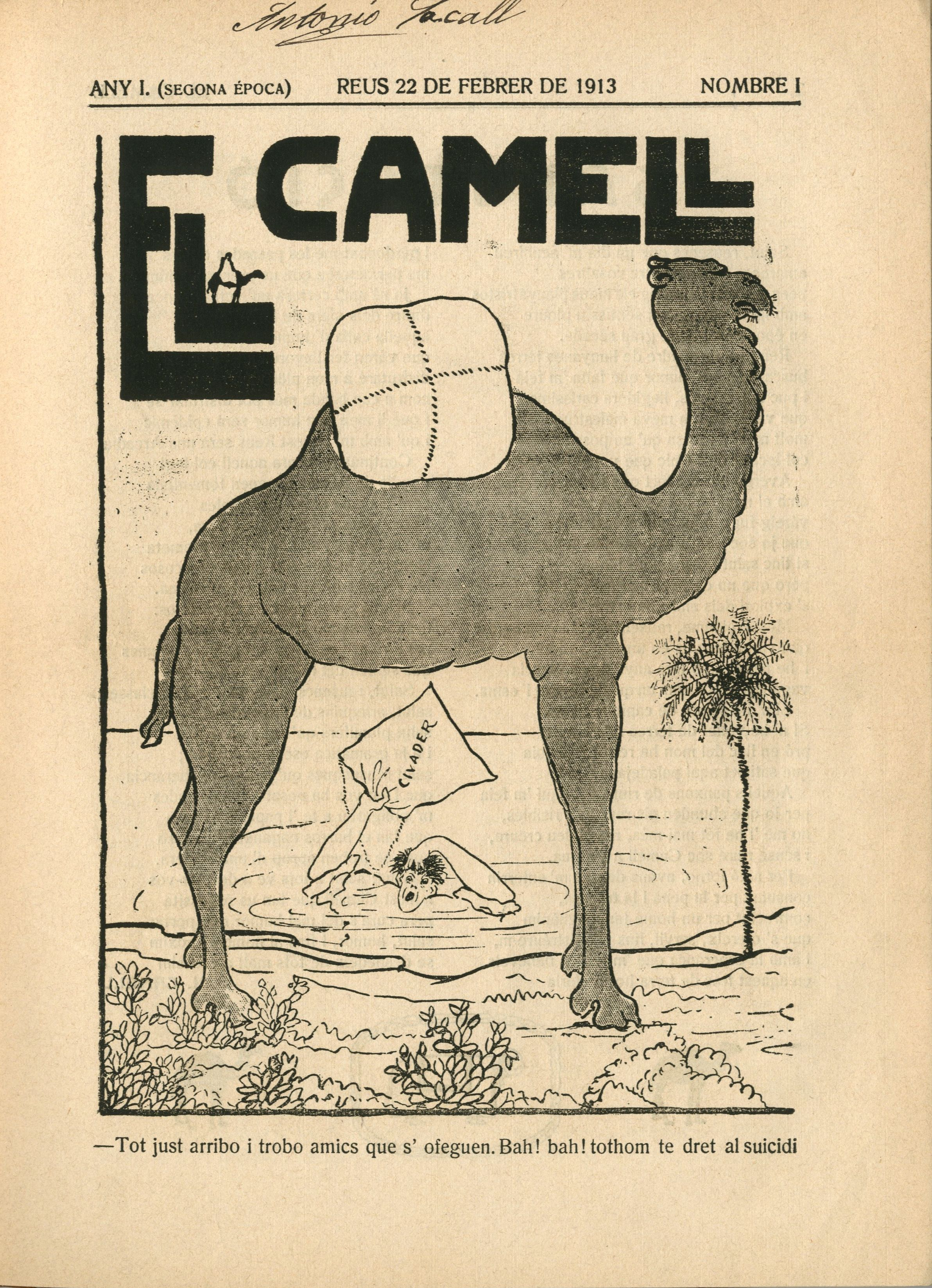
El Camell

La segona època, publicada el 1913, va tenir una gran acceptació a la ciutat. En la seva salutació al públic El Camell es disculpava de la seva sobtada desaparició: "Mes creiéume, reusencs, d'aquell agravi [...], l'he pagat amb tres anys de penitència vagant pel món". Deixava ben clar que la política local serà el punt central de la seva sàtira. Foment, diari republicà reusenc, en feia publicitat i comentava els seus articles, en canvi el Diari de Reus l'atacava constantment, d'on podem deduir la ideologia d'El Camell. Llegim al Diari de Reus: "Dichos semanarios [El Camell i El Látigo], reboteadores a buen seguro, por las mismas plumas que escriben Foment, Las Circunstancias y El Consecuente, vienen a enardecer aún más las pasiones políticas en la localidad".
El Camell mostrava una clara tendència republicana i nacionalista, propera a Foment Nacionalista Republicà. Els seus atacs anaven dirigits contra la coalició possibilista-lerrouxistes que aquells anys tenien la majoria a l'ajuntament de la ciutat. El Látigo i Las Circunstancias, propers al sector possibilista, van ser els més satiritzats, encara que també ho va ser la premsa monàrquica i els carlins, però amb menys intensitat, ja que en aquell moment havien perdut importància en el camp polític local.
Com a director del setmanari figurava A. Secall. Els articles no anaven signats, ni tan sols amb pseudònims, per impedir que s'identifiqués cap dels autors. L'historiador i estudiós de la premsa satírica reusenca Marc Ferran considera que probablement eren alguns dels redactors de Foment els que hi escrivien, i que la revista va sortir a causa de les eleccions a diputats provincials. La disminució del ressò electoral va anar lligada a la disminució de l'interès satíric de la revista. Els atacs, com dèiem, es dirigien contra el partit possibilista local que havia monopolitzat el govern a la ciutat durant setze anys.
El número 1 de la segona època és del 22-II-1913, i va sortir setmanalment fins al número 10, el 26-V-1913. Tenia format foli i 12 pàgines. S'imprimia també a la Impremta Ferrando. Va destacar per les seves caricatures i il·lustracions, que anaven signades per Antoni Oliva, Joaquim Gisbert i Francesc Cavallé.

## Localització
- Una col·lecció a la Biblioteca Central Xavier Amorós de Reus.[5]
- Una col·lecció a la Biblioteca del Centre de Lectura de Reus i a la Biblioteca de Catalunya.[6]